# Roncus turritanus
Roncus turritanus är en spindeldjursart som beskrevs av Giulio Gardini 1982. Roncus turritanus ingår i släktet Roncus och familjen helplåtklokrypare. Inga underarter finns listade i Catalogue of Life.